# Procambarus rodriguezi
Procambarus rodriguezi är en kräftdjursart som beskrevs av Hobbs 1943. Procambarus rodriguezi ingår i släktet Procambarus och familjen Cambaridae. IUCN kategoriserar arten globalt som otillräckligt studerad. Inga underarter finns listade i Catalogue of Life.